# Paralida
Paralida é um gênero de traça pertencente à família Agonoxenidae.